# Pohraničí
Pohraničí (pohraniční území, pohraniční oblasti) je území nacházející se podél nebo blíže státních hranic. Pohraničí nezahrnuje území sousedního státu. Příhraničí je oblast ležící při hranici se sousedním státem a zahrnuje i pohraniční území sousedního státu. Geograf Peter Haggett nepřímo definuje příhraniční region tvrzením, že „každá hranice vytváří kolem sebe zónu tlaku“, s tím, že se tato zóna tlaku vzdáleností od hranic zeslabuje. Zatímco hraniční linie je jednoznačně definována jako lineární oddělení dvou státních územních celků, jako příhraniční okrajové území je označována oblast územně blízká hraniční linii. Definice této oblasti závisí nejen na specifičnosti místních podmínek. Pro každé pohraničí, ale také různá historická období, ji totiž lze definovat individuálně. James Anderson a Liam O'Dowd poukázali na výjimečnou rozrůzněnost hraničních regionů a úloh hranic konstatováním, že „každá státní hranice a každý pohraniční region jsou unikátní“. Vzhledem k uznávané a nepopiratelné svázanosti hranic a příhraničních oblastí s příslušnými celky (na státní či regionální úrovni) Martin Hampl toto tvrzení zobecnil také na unikátnost všech geografických jevů.
V důsledku předlistopadových zkušeností je v české geografické obci pojem „pohraniční“ často vnímán jako termín pro oblast jednostranně rozloženou podél státní hranice.
Naopak polský geograf Krystian Heffner (v Česku např. geografové Milan Jeřábek a Jaroslav Dokoupil) jako výraz etapy přechodu od periferních k integrujícím se regionům vnímá pod pojmem „pohraniční“ oblast rozloženou po obou stranách hranice a „příhraniční“ oblast podél jedné strany hranice.
Opak pohraničí se nazývá vnitrozemí.
Hraniční regiony často trpí historickými důsledky své periferní polohy, nedostatečnou integrací do převládajících struktur (zejména státních) a z toho vyplývající izolací. Přeshraniční spolupráce v Evropě má pomoci tyto nevýhody vyrovnávat a zlepšovat životní podmínky obyvatel v příhraničních regionech. Pohraničí může být zároveň periferie (tzv. pohraniční periferie), ale též nemusí být periferie. Například hlavní město Slovenska Bratislava ležící přímo na státních hranicích s Rakouskem je jádrovým regionem Slovenska.

## Pohraničí České republiky
O problematice pohraničí České republiky, jakožto zastřešujícím pojmu pro pohraničí Čech, Moravy a české části Slezska při hranici s okolními státy, též „naše pohraničí“) se hovoří v českých podmínkách od konce 30. let 20. století. Vždy se jednalo o území výrazně diferencovaná ekonomickým vývojem i národnostním složením (s většinovým zastoupením Němců). Termín „české pohraničí“ a jeho geografické vymezení nejsou jasně definované. Pohraničí moderní České republiky nikdy netvořilo samostatný a kompaktní celek ani po stránce
geografické ani národnostní, a proto nelze stanovit přesnou hranici mezi
pohraničím a vnitrozemím. V roce 1936 byl vládním nařízením vymezen termín pohraničního pásma, který zahrnoval 177 politických okresů sousedících se státní hranicí (55 v Čechách a 22 na Moravě a ve Slezsku).
Z historického hlediska lze jako české pohraničí vymezit území předválečného německého osídlení.
Co se rozumí pojmem pohraničí? První vymezení ("první" dle sociálního geografa Milana Jeřábka) bylo ztotožněno s územím, které okupovala německá armáda ve druhé světové válce. Pro potřeby dosidlovací politiky a uplatňování dalších nástrojů byly v letech 1949, 1960 a 1969 vzhledem k administrativně správnímu členění provedeny dílčí úpravy. Vymezení z let 1986 a 1991 se týkalo pouze jihozápadního pohraničí se západním Německem a s Rakouskem. V roce 1992 byl při hranicích s Polskem, Německem a Rakouskem vymezen pás obcí zahrnutých do vybraného území pohraničních oblastí České republiky.
Geograf Martin Hampl definuje pohraničí Česka jako soubor okresů při státní hranici ČR. Geografové z pobočky Brno Ústavu geoniky AV ČR, v. v. i., definují pohraničí Česka jako soubor správních obvodů obcí s rozšířenou působností při státní hranici ČR nebo jako soubor správních obvodů obcí s pověřeným obecním úřadem při státní hranici ČR.
Celní pohraniční pásmo je část celního území (celní území je území České republiky, včetně vnitrozemských vodních cest, a vzdušný prostor nad ním), směrem 25 km od státních hranic do vnitrozemí a kruh o poloměru 25 km okolo celních letišť. Zbytek celního území je tzv. celní vnitrozemí.
Dalšími možnostmi vymezení pohraničí jsou např. subjektivní vnímání lidí nebo vymezení pohraničí z hlediska prostupnosti hraničních efektů.
Vstup Česka, Slovenska a Polska do Evropské unie 1. května 2004 (a do Schengenského prostoru 21. prosince 2007) znamená plné obnovení a zejména novou kvalitu přeshraničních vazeb.

### Pohraničí versus Sudety
Pojem pohraničí se začal používat po druhé světové válce pro souvislé německé osídlení v českých zemích, odkud bylo německé obyvatelstvo vyhnáno. V tomto pojetí se jednalo až o 58 okresů. Po druhé světové válce měl pojem pohraničí (resp. pohraniční území) nahradit pojem Sudety (něm. Sudetenland). Dne 22. května 1945 vešla v platnost vyhláška stanovující nepřípustnost užívání názvu Sudety: „Název »Sudety« nepřípustný: ministerstvo vnitra upozorňuje, že používání názvu »Sudety«, jeho odvozenin a podobných výrazů, obvyklých v době okupace, je nepřípustné. Pro označení příslušného území buď užíváno názvu »pohraniční území«. Opatření tohoto dlužno dbáti zejména v úředním styku veškeré veřejné správy.“  Dle Stanoviska Odboru legislativy a koordinace předpisů a kompatibility s právem Evropských společenství Ministerstva vnitra České republiky k používání názvu Sudety ze dne 13. srpna 2004 však není vyhláška z 22. května 1945 součástí platného právního řádu České republiky.
Sudetoněmecký landsmanšaft používá pro vnitrozemí České republiky termíny vnitřní Čechy (něm. Innerböhmen) a vnitřní Morava (něm. Innermähren).

### Pohraničí vnější a vnitřní
Sociolog Quido Kastner rozlišuje tzv. české "vnější" pohraničí a tzv. české "vnitřní" pohraničí. České pohraničí (ve významu jazykově a kulturou převážně německého území) mělo během staletí co do svého rozsahu proměnlivý ráz. Ke stabilizaci jeho plochy došlo až koncem 18. století, případně až v první půli století devatenáctého. Tzv. české "vnější" pohraničí je synonymem pojmu Sudety. Vnější pohraničí bylo autonomní oblastí jednotného jazykového úzu spravovanou správními centry ve velkých městech po celém obvodu území, s menšími kulturními kontakty k přirozenému centru státu v Praze, o to však s užšími vztahy k Německu. Po ekonomické stránce však byla tato oblast napojena na dodávky zboží do vnitrozemí a centrem obchodu byla Praha. Tzv. české "vnitřní" pohraničí je území přiléhající k Sudetům, v němž probíhalo prolínání českého a německého kulturního živlu. Uzlovými body českého "vnitřního" pohraničí byla města Plzeň, Žatec, Most, Litoměřice, Turnov, Hradec Králové, Moravská Třebová, Olomouc.

#### Bohaté Sudety a Chudé Sudety
Sociální geograf Radim Perlín dále dělí Sudety (= české "vnější" pohraničí) na tzv. Bohaté Sudety a tzv. Chudé Sudety. Oblast Bohaté Sudety je vymezena na základě bývalé česko-německé etnické hranice rozšíření původního německého obyvatelstva v pásu osídlení podél severozápadní a severovýchodní hranice Česka. Bohaté Sudety se rozkládají v prostoru od ašského výběžku přes Karlovarsko, severočeskou konurbaci, oblast Českého středohoří, Liberecko, krkonošské a orlické podhůří až na Jesenicko a Opavsko. Pro Bohaté Sudety je charakteristická industrializace a urbanizace. Oblast Chudé Sudety se rozkládá podél jihozápadní, jižní a jihovýchodní hranice Česka. Chudé Sudety jsou vymezeny na bázi původní etnické hranice, ale na rozdíl od Bohatých Sudet v rurálním prostředí.

### Hraniční pásmo
Podle tajného nařízení ministerstva národní bezpečnosti z dubna 1951 se zřídilo podél hranic (se západním Německem a s Rakouskem) zakázané pásmo hluboké dva kilometry, na ně navazovalo hraniční pásmo o hloubce dalších dvou až šesti kilometrů, místy i více (podle terénu). V zakázaném pásmu nesměl nikdo bydlet, což znamenalo nucené vysídlení. Totéž se týkalo i tzv. státně nespolehlivých (státu nepohodlných) osob z hraničního pásma. Tímto způsobem bylo do konce dubna 1952 vysídleno 1249 rodin, přibližně 4300 osob. Hraniční pásmo bylo přísně střeženo příslušníky Pohraniční stráže.

### Regionalizace pohraničí Česka
V hrubém členění pohraničí ČR lze hovořit o česko-rakouském pohraničí (s RR), česko-německém pohraničí (se SRN; resp. vzhledem k historickému vývoji o česko-bavorském pohraničí (s NSR) a o česko-saském pohraničí (s býv. NDR)), česko-polském pohraničí (s PR) a česko-slovenském pohraničí (se SR).
Sociální geograf Martin Hampl definuje z důvodu dosažitelné datové základny pohraničí Česka jako soubor okresů při státní hranici. Pohraniční regiony člení Martin Hampl do dvou typů: pohraniční regiony funkčního (nodálního) typu se silnými regionálními středisky a s tím související vyšší intenzitou osídlení, industrializace a urbanizace (regiony odpovídají přibližné střediskové působnosti pěti center meziregionálního řádu a současně center krajů od roku 1997) a pohraniční regiony homogenního (zonálního) typu, které mají charakter periferní zóny s jasným spádem k vnějším – vnitrozemským – centrům.
- pohraniční regiony funkčního (nodálního) typu
  - Karlovarsko (okres Karlovy Vary, okres Sokolov, okres Cheb)
  - Ústecko (resp. severočeská pánevní konurbace; okres Ústí nad Labem, okres Chomutov, okres Most, okres Teplice, okres Děčín)
  - Liberecko (okres Liberec, okres Česká Lípa, okres Jablonec nad Nisou, okres Semily)
  - Ostravsko (okres Ostrava-město, okres Opava, okres Karviná, okres Frýdek-Místek, okres Nový Jičín)
  - Zlínsko (okres Zlín, okres Hodonín, okres Uherské Hradiště, okres Vsetín)
- pohraniční regiony homogenního (zonálního) typu
  - Šumava (okres Tachov, okres Domažlice, okres Klatovy, okres Prachatice)
  - Jih (okres Český Krumlov, okres Jindřichův Hradec, okres Znojmo, okres Břeclav)
  - Severovýchod Čech (okres Trutnov, okres Náchod, okres Rychnov nad Kněžnou, okres Ústí nad Orlicí)
  - Jesenicko (okres Šumperk, okres Jeseník, okres Bruntál)

Podle Martina Hampla má okres České Budějovice i přes polohu u státní hranice převážně „vnitrozemský“ charakter jak z hlediska stability osídlení a rozvojových tendencí, tak z hlediska nevýznamné úlohy „pravého“ – poválečně znovu osídlovaného – pohraničí (Novohradska).